# Capital de Castilla y León

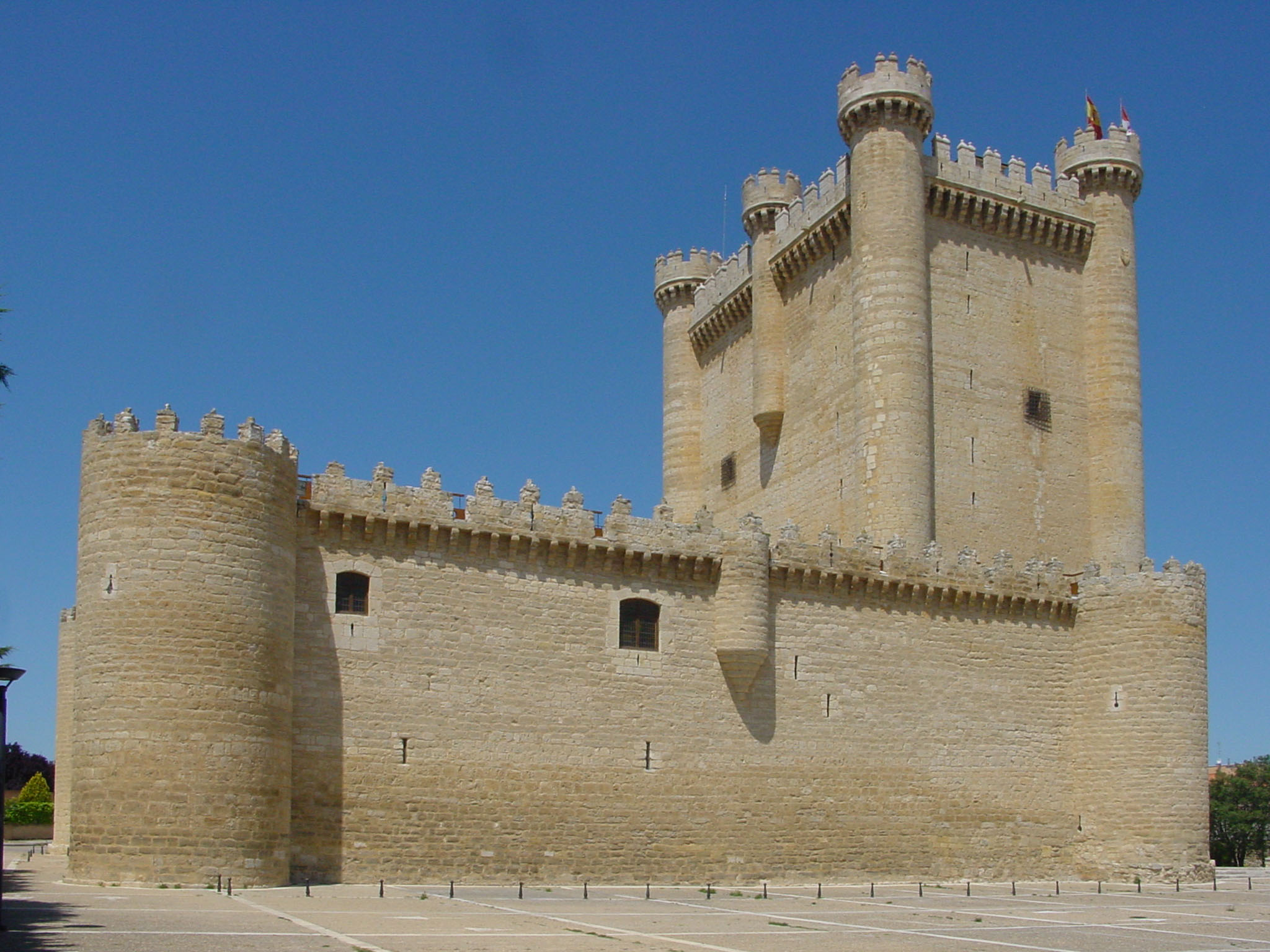
Castillo de Fuensaldaña (Valladolid), sede de las Cortes de Castilla y León entre 1983 y 2007.

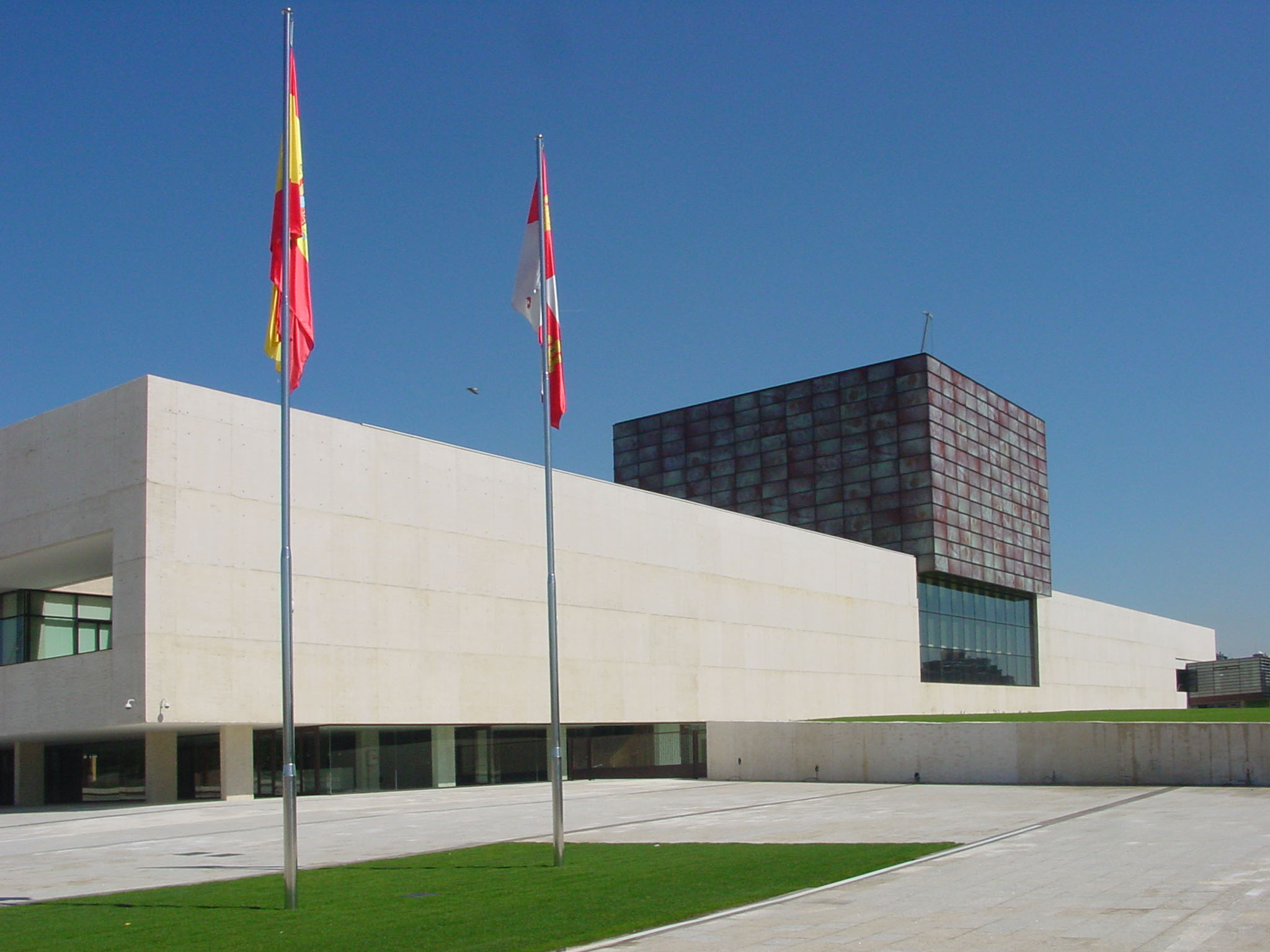
Sede de las Cortes de Castilla y León en Valladolid, inaugurada en 2007.

La capital de Castilla y León, comunidad autónoma española, no se encuentra definida legalmente en su Estatuto de Autonomía, por lo que la ubicación de las administraciones autonómicas ha sido definida con posterioridad a la aprobación del mismo, generando disputas en relación con la capitalidad autonómica.

## Estatuto y Ley de Sedes de 1987
El Estatuto de Autonomía de Castilla y León, aprobado en 1983 —el precepto se mantuvo tras las reformas estatutarias de los años 1988, 1994, 1999 y 2007—, no define capital alguna para la comunidad autónoma, y en su artículo 3, hablando siempre de sedes de instituciones —como en la mayoría de Estatutos autonómicos, pues en 1997 la mención a la capital solo se incorporaba en los textos estatutarios de Andalucía, Cantabria, La Rioja, la Región de Murcia, Canarias, Navarra y Extremadura— expone lo siguiente:

Artículo 3.- Sede.

1. Una ley de las Cortes de Castilla y León, aprobada por mayoría de dos tercios, fijará la sede o sedes de las instituciones de autogobierno.

2. Una ley de las Cortes de Castilla y León determinará la ubicación de los organismos o servicios de la Administración de la Comunidad, a propuesta de la Junta, atendiendo a criterios de descentralización, eficacia, coordinación de funciones y a la tradición histórico-cultural.

Sobre la base de ello, el 29 de diciembre de 1987, el presidente de la Junta de Castilla y León, José María Aznar, firmaba la Ley de Sedes, que fijaba las sedes de gobierno autonómicas. Así, se aprobaba que las instituciones básicas de la comunidad —la Junta de Castilla y León, el presidente de la misma, y las Cortes de Castilla y León, que provisionalmente se instalarían en el castillo de Fuensaldaña, a la espera de poder contar con una nueva sede, inaugurada en 2007— se ubicasen en la ciudad de Valladolid.

## Conflictos
Valladolid, pese a no ser la capital, ejerce en la comunidad autónoma como sede de los tres órganos superiores de autogobierno de la comunidad autónoma: el presidente, la Junta y las Cortes de Castilla y León. Otros órganos estatutarios autonómicos están ubicados en otras ciudades, como Burgos (Tribunal Superior de Justicia; no obstante, desde hace años, con algunas salas de lo Contencioso-Administrativo y de lo Social, en Valladolid; aunque el grueso en aquella ciudad), Palencia (Consejo de Cuentas), Zamora (Consejo Consultivo; tras los tres primeros años de su existencia, en la ciudad vallisoletana, en 2006 se traslada a una sede provisional en la ciudad zamorana, hasta la construcción de la nueva, que en 2013 ya estaba plenamente operativa) y León (Procurador del Común). Asimismo, otro órgano estatutario no básico está situado también en Valladolid, el Consejo Económico y Social. 
A pesar de todo, y de que se ha señalado que la Ley de 1987 establece la capitalidad en la ciudad, Valladolid no es capital de iure, por lo que han surgido conflictos políticos por dicha consideración en la comunidad autónoma.
En marzo de 2009, la Junta de Castilla y León se disculpó públicamente por aquellos libros de texto que catalogaban a Valladolid como capital autonómica afirmando que se había confundido el hecho de que las sedes de las «instituciones básicas» de la comunidad estuvieran en Valladolid con la capitalidad. Según el portavoz de la Junta «se podía haber abordado el debate [sobre la capitalidad] cuando se reformó el Estatuto y se entendió que eso no era lo más importante».
En marzo de 2010, el grupo municipal del Partido Popular en el Ayuntamiento de Valladolid rechazó una moción para solicitar que Valladolid se convirtiera en capital oficial de la comunidad autónoma con el argumento de que «podría provocar ocho mociones en contra», refiriéndose a las capitales del resto de provincias, en tanto que el portavoz del PP afirmaba que «Valladolid ya está considerada como la capital de la región».